# Al Bonniwell
Alfred Eugene Bonniwell, detto Al (Wayne, 6 ottobre 1911 – Arlington County, 8 marzo 2002), è stato un cestista statunitense, professionista nella NBL.

## Carriera
Giocò per due stagioni nella NBL, disputando complessivamente 39 partite con 5,1 punti di media.

## Palmarès
- Campione NBL (1939)